# Gerbavác
Gerbavác (horvátul: Grbavac) falu Horvátországban Belovár-Bilogora megyében. Közigazgatásilag Grobosinchoz tartozik.

## Fekvése
Belovártól légvonalban 31, közúton 34 km-re délkeletre, Verőcétől légvonalban 25, közúton 30 km-re délnyugatra, községközpontjától 4 km-re nyugatra a Bilo-hegység délnyugati lejtői alatt, a Grbavac-patak partján fekszik.

## Története
A török kiűzése után a község területe majdnem teljesen lakatlan volt és rengeteg szántóföld maradt műveletlenül. Ezért a bécsi udvar elhatározta, hogy a földeket a betelepítendő határőrcsaládok között osztja fel. Az első betelepülő családok 1698-ban érkeztek Lika, Bosznia, a horvát Tengermellék, Imotski és kisebb számban az Isztria területéről. Újjászervezték a közigazgatást is. Létrehozták a katonai határőrvidéket, mely nem tartozott a horvát bánok fennhatósága alá, hanem osztrák és magyar generálisok irányításával közvetlenül a bécsi udvar alá tartozott.
A települést 1774-ben az első katonai felmérés térképén „Dorf Gerbavacz” néven találjuk. A katonai közigazgatás idején a szentgyörgyvári ezredhez tartozott. Lipszky János 1808-ban Budán kiadott repertóriumában „Gerbavecz” néven szerepel. Nagy Lajos 1829-ben kiadott művében „Gerbavecz” néven 52 házzal, 86 katolikus és 195 ortodox vallású lakossal találjuk.
A katonai közigazgatás megszüntetése (1871) után Magyar Királyságon belül Horvát-Szlavónország részeként, Belovár-Kőrös vármegye Grubisno Poljei járásának része volt. 1857-ben 312, 1910-ben 597 lakosa volt. A 19. század végén és a 20. század elején az olcsó földterületek miatt és a jobb megélhetés reményében elsősorban Vas, Zala és Somogy vármegyék területéről nagyszámú magyar lakosság telepedett le itt. 1910-ben a népszámlálás adatai szerint lakosságának 53%-a magyar, 22%-a szerb, 20%-a horvát anyanyelvű volt. Az I. világháború után 1918-ban az új szerb-horvát-szlovén állam, majd később (1929-ben) Jugoszlávia része lett. 1941 és 1945 között a németbarát Független Horvát Államhoz tartozott. A háború után a település a szocialista Jugoszláviához tartozott. 1991-től a független Horvátország része. 1991-ben lakosságának 50%-a horvát, 36%-a magyar, 7%-a szerb nemzetiségű volt. 2011-ben 211 lakosa volt.

## Lakossága
| Lakosság változása | Lakosság változása | Lakosság változása | Lakosság változása | Lakosság változása | Lakosság változása | Lakosság változása | Lakosság változása | Lakosság változása | Lakosság változása | Lakosság változása | Lakosság változása | Lakosság változása | Lakosság változása | Lakosság változása | Lakosság változása |
| ------------------ | ------------------ | ------------------ | ------------------ | ------------------ | ------------------ | ------------------ | ------------------ | ------------------ | ------------------ | ------------------ | ------------------ | ------------------ | ------------------ | ------------------ | ------------------ |
| 1857               | 1869               | 1880               | 1890               | 1900               | 1910               | 1921               | 1931               | 1948               | 1953               | 1961               | 1971               | 1981               | 1991               | 2001               | 2011               |
| 312                | 352                | 346                | 472                | 599                | 597                | 608                | 624                | 515                | 530                | 530                | 445                | 387                | 302                | 230                | 211                |

## Nevezetességei
Urunk mennybemenetele tiszteletére szentelt római katolikus kápolnája.

## Kultúra
A helyi magyarok kulturális egyesületét 2003. június 12-én alapították. Itt rendezték be faluházukat, ahol mintegy hétszáz egykori használati tárgyat gyűjtöttek össze, közülük sok több mint száz éves. Rendezvényeiken mintegy kétszázan gyűlnek össze, hogy hagyományaikat ápolják. 2013-ban alapított gyermek tánc és énekkaruk, színjátszó csoportjuk és tamburazenekaruk Horvátország és Magyarország területén számos rendezvényen lépett már fel. Minden évben szerveznek néhány nagyobb szabású kulturális programot is, ilyen a Magyar Ház napja és a Szent Vendel-napi ünnepség, amikor különböző programokkal kedveskednek a környékbeli magyarságnak.